# Sjaak Lettinga
Sjaak Lettinga (Amsterdam, 16 september 1982) is een voormalig Nederlands profvoetballer, die als verdediger speelde 
Hij begon bij RKSV DCG speelde van de E tot de A jeugd bij AFC Ajax. Bij Telstar brak hij vanaf het seizoen 2001/02  door, maar bij zijn volgende club FC Volendam lukte het hem niet een basisplaats af te dwingen. Vanaf het seizoen 2007-08 speelde Lettinga bij Helmond Sport. Daar speelde hij in zijn eerste twee seizoenen vrijwel alles, maar een zware liesblessure gooide langdurig roet in het eten. Indien hij gedurende de competitie van 2010/2011 minimaal 25 wedstrijden zou spelen zou hij een nieuw contract verdienen. Omdat in de winterstop al bleek dat dat niet haalbaar bleek is hij in de winterstop transfervrij vertrokken naar Telstar. In 2014-15 speelde hij nog als amateur bij Vv Katwijk en een jaar erna nog bij Stormvogels. In het seizoen 2016/2017 werd hij hier trainer.

## Profloopbaan
| Seizoen | Club                      | Land      | Competitie     | Wedstrijden | Doelpunten |
| ------- | ------------------------- | --------- | -------------- | ----------- | ---------- |
| 2001/02 | Telstar                   | Nederland | Eerste divisie | 11          | 1          |
| 2002/03 | Telstar                   | Nederland | Eerste divisie | 20          | 4          |
| 2003/04 | Telstar                   | Nederland | Eerste divisie | 34          | 9          |
| 2004/05 | Telstar                   | Nederland | Eerste divisie | 33          | 7          |
| 2005/06 | Telstar                   | Nederland | Eerste divisie | 21          | 0          |
| 2006/07 | FC Volendam               | Nederland | Eerste divisie | 11          | 1          |
| 2007/08 | Helmond Sport             | Nederland | Eerste divisie | 35          | 5          |
| 2008/09 | Helmond Sport             | Nederland | Eerste divisie | 35          | 2          |
| 2009/10 | Helmond Sport             | Nederland | Eerste divisie | 4           | 1          |
| 2010/11 | Helmond Sport/ SC Telstar | Nederland | Eerste divisie |             |            |
| 2011/12 | Telstar                   | Nederland | Eerste divisie |             |            |
| 2012/13 | Telstar                   | Nederland | Eerste divisie |             |            |
| 2013/14 | Telstar                   | Nederland | Eerste divisie |             |            |